# Tren transoceánico a Bucaramanga
Tren transoceánico a Bucaramanga es el duodécimo sencillo de Los Pekenikes y primero, como adelanto, extraído del polémico álbum Ss.Ss.Ss.Q.E.S.M. y que no es más que un arreglo autoplagiado del tema (cantado) Viento inca, perteneciente a su tercer EP Madison & Locomotion a la que imprimen ritmo a base de fuerte percusión.
La cara B, Aladino posiblemente proviene de una sesión anterior, lo que no está claro.
Es en este sencillo cuando comienza una etapa con dos grupos de Los Pekenikes. La posición del sencillo respecto al grupo es la de Trabucchelli secundado por Alfonso Sainz que inmediatamente se irá a ejercer su profesión de médico a Estados Unidos, aunque más tarde continuó con una carrera en solitario. Por todo ello las alineaciones a la hora de la grabación no están muy claras en este sencillo.

## Miembros
- Alfonso Sainz - No queda claro que tocase, pero sí patrocina la producción.
- Lucas Sainz - Guitarra eléctrica.
- Ignacio Martín Sequeros o Yamel Uribe - Bajo eléctrico.
- Pedro Luis García - Flauta.
- Tony Luz - Guitarra rítmica, guitarra sajona.
- Félix Arribas o Guillermo Acevedo - Batería.
- Rodrigo García - Guitarra.
- Álvaro Serrano - Trombón, percusión.
- Piano: sin identificar.